# Evadne Baker
Evadne Baker (19 tháng 8 năm 1937 - 17 tháng 1 năm 1995) là một nữ diễn viên người Nam Phi. Cô sinh ra ở Cape Town, với cha mẹ có các nguồn gốc từ Pháp, Hà Lan và Đức. Cô được đào tạo như một nữ diễn viên ba lê từ năm sáu tuổi và chuyển đến Anh khi cô chín tuổi để tiếp tục đào tạo ở London.
Sau đó, cô học tại Paris và Geneva dưới một số giảng viên nổi tiếng, bao gồm Margot Fonteyn. Cô tự kiếm sống bằng cách làm người mẫu cho tạp chí Vogue.
Người ta đã tuyên bố rằng cô đã có thai với nhà văn, nhà thám hiểm, nhà nhân chủng học và nhà môi trường học Laurens van der Post, vào khoảng năm 46 tuổi và đi cùng cô gái trong chuyến đi biển từ Nam Phi tới Anh.
Khi cô mười bảy tuổi, cô đã bị Nhà hát Sadler's Wells từ chối vì cô quá cao, và cô trở về Nam Phi để học diễn xuất và tìm kiếm công việc trong nhà hát. Sau một năm biểu diễn với nhà hát quốc gia, cô trở về Anh để học nhảy jazz. Tại Paris, cô đã thử giọng cho Matt Matlex và giành được một vai trong một chương trình ở Las Vegas, nơi cô được phát hiện bởi một nhân viên tài năng cho 20th Century Fox, người đã ký hợp đồng với cô cho một phim điện ảnh.

## Phim
Baker xuất hiện trong một số bộ phim, chủ yếu là các vai phụ, bao gồm Seven Women from Hell (1961), Shock Treatment (1964), và The Sound of Music (1965), trong đó cô đóng vai nữ tu Bernice.